# Linda bimaculicollis
Linda bimaculicollis là một loài bọ cánh cứng trong họ Cerambycidae.